# 毛淑德
毛淑德（1966年—），男，浙江义乌人，中国天体物理学家，清华大学天文系教授、系主任。主要研究领域为系外行星搜寻、星系动力学和引力透镜。现为未来科学大奖科学委员会委员。

## 生平
毛淑德于1988年毕业于中国科学技术大学并取得学士学位。随后他前往普林斯顿大学，并在1992年取到博士学位。之后，他在哈佛-史密松天体物理中心做博士后，1995年又前往德国马克斯·普朗克天体物理研究所做博士后。五年后，他在英国曼彻斯特大学卓瑞尔河岸天文台就职，并在2006年担任天体物理学教授。2010年回国后，在国家天文台担任研究员。2014年担任清华大学天体物理中心主任，2019年天文系成立后担任系主任一职。